# 1936年夏季奥林匹克运动会自行车比赛
1936年夏季奥林匹克运动会自行车比赛在伦敦举行。

## 奖牌榜

### 公路
| Event                          | 金牌                                                          | 银牌                                                         | 铜牌                                                                      |
| Road race, Individual （詳細） | 罗贝尔·沙尔庞捷（法国）                                       | Guy Lapébie（法国）                                          | Ernst Nievergelt（瑞士）                                                  |
| Road race, Team （詳細）       | 法国（FRA） · 罗贝尔·沙尔庞捷 · 罗贝尔·多热布雷 · Guy Lapébie | 瑞士（SUI） · Edgar Buchwalder · Ernst Nievergelt · Kurt Ott | 比利时（BEL） · Auguste Garrebeek · Armand Putzeys · François Vandermotte |

### 场地
| Event                     | 金牌                                                                          | 银牌                                                                              | 铜牌                                                                |
| Pursuit, team （詳細）    | 法国（FRA） · Roger-Jean Le Nizerhy · 罗贝尔·沙尔庞捷 · 让·古戎 · Guy Lapébie | 意大利（ITA） · 塞韦里诺·里戈尼 · 比安科·比安基 · 马里奥·真蒂利 · 阿尔曼多·拉蒂尼 | 英国（GBR） · 厄尼·米尔斯 · 哈里·希尔 · 欧内斯特·约翰逊 · 查尔斯·金 |
| Sprint （詳細）           | 托尼·默肯斯（德国）                                                           | Arie van Vliet（荷兰）                                                            | 路易·沙约（法国）                                                   |
| Tandem （詳細）           | 恩斯特·伊贝 · 卡尔·洛伦茨（德国）                                             | Bernhard Leene · Hendrik Ooms（荷兰）                                             | 皮埃尔·若尔热 · 喬治·馬東（法国）                                   |
| 1000m time trial （詳細） | Arie van Vliet（荷兰）                                                        | 皮埃尔·若尔热（法国）                                                             | 鲁道夫·卡尔施（德国）                                               |

## 参赛国家
| - （3） - 奥地利（10） - 比利时（8） - 巴西（3） - 保加利亚（10） - 加拿大（6） - 智利（4） - 中华民国（1） - 捷克斯洛伐克（4） - 丹麦（11） |  | - 芬兰（2） - 法国（8） - 德国（12） - 英国（11） - 匈牙利（8） - 意大利（11） - 拉脱维亚（4） - 列支敦士登（1） - 卢森堡（4） - 荷兰（11） |  | - 新西兰（1） - 挪威（2） - 秘鲁（4） - 波兰（4） - 南非（2） - 瑞典（5） - 瑞士（11） - 土耳其（4） - 美国（6） - 南斯拉夫（4） |

## 各国奖牌榜
| 排名 | 国家／地区    | 金牌 | 银牌 | 铜牌 | 總數 |
| ---- | ------------- | ---- | ---- | ---- | ---- |
| 1    | 法国（FRA）   | 3    | 2    | 2    | 7    |
| 2    | 德国（GER）   | 2    | 0    | 1    | 3    |
| 3    | 荷兰（NED）   | 1    | 2    | 0    | 3    |
| 4    | 瑞士（SUI）   | 0    | 1    | 1    | 2    |
| 5    | 意大利（ITA） | 0    | 1    | 0    | 1    |
| 6    | 比利时（BEL） | 0    | 0    | 1    | 1    |
| 6    | 英国（GBR）   | 0    | 0    | 1    | 1    |